# ユナイテッドクラブ
ユナイテッドクラブ (英: United Club) は、ユナイテッド航空 (UA/UAL) が運営する空港ラウンジ（特別待合室）である。

## 概要
ユナイテッド航空は世界で39の主要空港で50のラウンジを運営している。
ユナイテッドクラブは無料の飲料、朝食や午後の軽食、無料の無線Wi-Fi、電源コンセント、新聞や雑誌が提供されている。
国際線ラウンジやいくつかの空港ラウンジではシャワー室を提供している
。
ユナイテッドクラブの年間アクセスコストは、エリートステータスに応じて変化する。プレミア1Kエリート（Premier 1K elite）はUS$450または6万マイル、一般のメンバーはUS$550または7万マイルである
。
1日券は受付でUS$50で利用できる。
また、スターアライアンスゴールド会員は、ユナイテッドエリート（United elites）の米国内の国内旅行を除いて、無料で利用できる。
ユナイテッドクラブ会員は、ルフトハンザ航空のセネターラウンジおよびエア・カナダのメープルリーフ・ラウンジを含むすべてのスターアライアンス加盟ラウンジを利用できる。
2010年のユナイテッド航空とコンチネンタル航空の合併に先立ち、ユナイテッド航空のラウンジは「レッドカーペットクラブ」、コンチネンタル航空のラウンジは「プレジデントクラブ」として知られていた
。
2011年10月1日に、ユナイテッド航空は「レッドカーペットクラブ」と「プレジデントクラブ」の名前を段階的に廃止するとした。
以前、プレジデントクラブが使用可能なライフタイム・メンバーシップはユナイテッドクラブのライフタイム・メンバシップに移行した。
新しいライフタイム・メンバーシップは、ユナイテッドクラブが使用できなくなった。

## ユナイテッドクラブ一覧
最新の一覧と設備のリストには、米国のWebサイトを参照。

| 空港                                                                     | 都市                              | 国             | ターミナル                   | 場所                                                               |
| ------------------------------------------------------------------------ | --------------------------------- | -------------- | ---------------------------- | ------------------------------------------------------------------ |
| ハーツフィールド・ジャクソン・アトランタ国際空港                         | アトランタ                        | アメリカ合衆国 | D                            | ゲートD12とD14の間                                                 |
| オースティン・バーグストロム国際空港                                     | オースティン                      | アメリカ合衆国 | West                         | 13                                                                 |
| ジェネラル・エドワード・ローレンス・ローガン国際空港                     | ボストン                          | アメリカ合衆国 | B                            | 3階、ゲート24付近                                                  |
| シカゴ・オヘア国際空港                                                   | シカゴ                            | アメリカ合衆国 | 1B                           | ゲートB6付近、 2階                                                 |
| シカゴ・オヘア国際空港                                                   | シカゴ                            | アメリカ合衆国 | 1B                           | ゲートB18付近、 地下                                               |
| シカゴ・オヘア国際空港                                                   | シカゴ                            | アメリカ合衆国 | 1C                           | ゲートC16付近                                                      |
| シカゴ・オヘア国際空港                                                   | シカゴ                            | アメリカ合衆国 | 2F                           | ゲートF4付近                                                       |
| クリーブランド・ホプキンス国際空港                                       | クリーブランド (オハイオ州)       | アメリカ合衆国 | C                            | ゲートC14とC16の間                                                 |
| ダラス・フォートワース国際空港                                           | ダラス/フォートワース, テキサス州 | アメリカ合衆国 | E                            | ゲートE6とE7の間                                                   |
| デンバー国際空港                                                         | デンバー                          | アメリカ合衆国 | B                            | ゲートB32の横、2階                                                 |
| デンバー国際空港                                                         | デンバー                          | アメリカ合衆国 | B                            | ゲートB44の横、2階                                                 |
| フォートローダーデール・ハリウッド国際空港                               | フォートローダーデール            | アメリカ合衆国 | 1                            | ゲートC1の横                                                       |
| グアム国際空港                                                           | グアム                            | アメリカ合衆国 | Concourse level              | ゲート10と11との間                                                 |
| ラ・アウロラ国際空港 (コパ航空, Copa Airlines Colombia と共同運営)       | グアテマラシティ                  | グアテマラ     | North                        | ゲート14の横                                                       |
| 香港国際空港                                                             | 香港                              | 香港           | 西コンコース、エアサイド     | Level 7                                                            |
| ホノルル国際空港                                                         | ホノルル                          | アメリカ合衆国 | ダイヤモンドヘッドコンコース | ゲート10の上                                                       |
| ジョージ・ブッシュ・インターコンチネンタル空港                           | ヒューストン                      | アメリカ合衆国 | A                            | ゲートA9の向かい                                                   |
| ジョージ・ブッシュ・インターコンチネンタル空港                           | ヒューストン                      | アメリカ合衆国 | B                            | サウス・メザニン、ユナイテッド・エクスプレスのチケットカウンター上 |
| ジョージ・ブッシュ・インターコンチネンタル空港                           | ヒューストン                      | アメリカ合衆国 | C                            | 北コンコース、ゲートC24付近                                        |
| ジョージ・ブッシュ・インターコンチネンタル空港                           | ヒューストン                      | アメリカ合衆国 | C                            | 南コンコース、ゲートC33付近                                        |
| ジョージ・ブッシュ・インターコンチネンタル空港                           | ヒューストン                      | アメリカ合衆国 | E                            | ゲートE11とE12の間                                                 |
| マッカラン国際空港                                                       | ラスベガス                        | アメリカ合衆国 | D                            | ゲート33と35の間                                                   |
| ロンドン・ヒースロー空港                                                 | ロンドン                          | イギリス       | 2B                           | ゲートB46の反対側                                                  |
| ロサンゼルス国際空港                                                     | ロサンゼルス                      | アメリカ合衆国 | 7                            | ゲート73と75の間                                                   |
| ロサンゼルス国際空港                                                     | ロサンゼルス                      | アメリカ合衆国 | 7                            | ゲート71Aの向かい                                                  |
| メキシコシティ国際空港                                                   | メキシコシティ                    | メキシコ       | 1                            | エアサイド、中二階、ゲートHの近く                                  |
| ミネアポリス・セントポール国際空港                                       | ミネアポリス / セントポール       | アメリカ合衆国 | E                            | ゲートE6とE8の間                                                   |
| ニューアーク・リバティー国際空港                                         | ニューアーク                      | アメリカ合衆国 | A2                           | Just past security at beginning of pier.                           |
| ニューアーク・リバティー国際空港                                         | ニューアーク                      | アメリカ合衆国 | C                            | ゲートC74向かい                                                    |
| ニューアーク・リバティー国際空港                                         | ニューアーク                      | アメリカ合衆国 | C                            | ゲートC120向かい                                                   |
| ラガーディア空港                                                         | ニューヨーク                      | アメリカ合衆国 | B                            | Pier CとDの間                                                      |
| 関西国際空港 （飛鳥ラウンジと提携）                                      | 大阪                              | 日本           | 1                            | 北ウィングの出発コンコース ゲート11の近く                          |
| オーランド国際空港                                                       | オーランド                        | アメリカ合衆国 | B                            | ゲート47に隣接                                                     |
| トクメン国際空港 （コパ航空, Copa Airlines Colombia と共同運営）         | パナマシティ                      | パナマ         | 2階                          | ゲート21と21Aの上                                                  |
| フィラデルフィア国際空港                                                 | フィラデルフィア                  | アメリカ合衆国 | CとDの間                     | 第2（ゲート）レベル                                                |
| フェニックス・スカイハーバー国際空港                                     | フェニックス                      | アメリカ合衆国 | 2                            | ゲート7に隣接                                                      |
| ポートランド国際空港                                                     | ポートランド                      | アメリカ合衆国 | E                            | ゲートE1に隣接                                                     |
| サンアントニオ国際空港                                                   | サンアントニオ                    | アメリカ合衆国 | B                            | ゲートB3とB5の間                                                   |
| サンディエゴ国際空港                                                     | サンディエゴ                      | アメリカ合衆国 | 1                            | ゲート47と48の間、中二階                                           |
| サンフランシスコ国際空港                                                 | サンフランシスコ                  | アメリカ合衆国 | 3F                           | 大広間付近                                                         |
| サンフランシスコ国際空港                                                 | サンフランシスコ                  | アメリカ合衆国 | International                | ゲートG94の近く                                                    |
| ジョン・ウェイン空港                                                     | サンタアナ                        | アメリカ合衆国 | 2                            | ゲート7に隣接                                                      |
| ラス・アメリカス国際空港 （コパ航空, Copa Airlines Colombia と共同運営） | サントドミンゴ                    | ドミニカ共和国 | North                        | ?                                                                  |
| シアトル・タコマ国際空港                                                 | シアトル                          | アメリカ合衆国 | A                            | ゲートA9の向かい                                                   |
| 成田国際空港                                                             | 東京                              | 日本           | 1                            | 1エアサイド、サテライト3                                           |
| ワシントン・ダレス国際空港                                               | ワシントンD.C.                    | アメリカ合衆国 | C                            | ゲートC7に隣接                                                     |
| ワシントン・ダレス国際空港                                               | ワシントンD.C.                    | アメリカ合衆国 | C                            | ゲートC17に隣接                                                    |
| ワシントン・ダレス国際空港                                               | ワシントンD.C.                    | アメリカ合衆国 | D                            | ゲートD8に隣接                                                     |
| ロナルド・レーガン・ワシントン・ナショナル空港                           | ワシントンD.C.                    | アメリカ合衆国 | B                            | ゲート11の反対側                                                   |

## ユナイテッドグローバルファーストラウンジ
ユナイテッドグローバルファーストの乗客が利用できる、ユナイテッドグローバルファーストラウンジが世界で8箇所運営している。
グローバルファーストラウンジには、無料の食べ物やアルコール飲料を備え、ユナイテッドクラブよりも多くのプライバシー空間を提供している。
グローバルファーストラウンジの利用には、ビジネスクラスのうち、ユナイテッドグローバルファーストの乗客、スターアライアンスファーストクラスの乗客、グローバル・サービスの乗客に限定される。
ルフトハンザビジネスクラスでの旅行や接続時に、ルフトハンザマイルのHONサークルのメンバーやその他のマイレージプログラムは、グローバルファーストラウンジを使用することができる。
8か所のグローバルファーストラウンジは、ユナイテッド航空のハブ空港である、シカゴ・オヘア国際空港、ロサンゼルス国際空港、サンフランシスコ国際空港、成田国際空港、ダラス国際空港、香港国際空港、ヒースロー空港、ジョン・F・ケネディ国際空港にある。